# Horpîn, Kameanka-Buzka
Horpîn (în ucraineană Горпин) este un sat în comuna Vîriv din raionul Kameanka-Buzka, regiunea Liov, Ucraina.

## Demografie
Componența lingvistică a localității Horpîn
     Ucraineană (100%)
Conform recensământului din 2001, toată populația localității Horpîn era vorbitoare de ucraineană (100%).